# Michael Eiselin

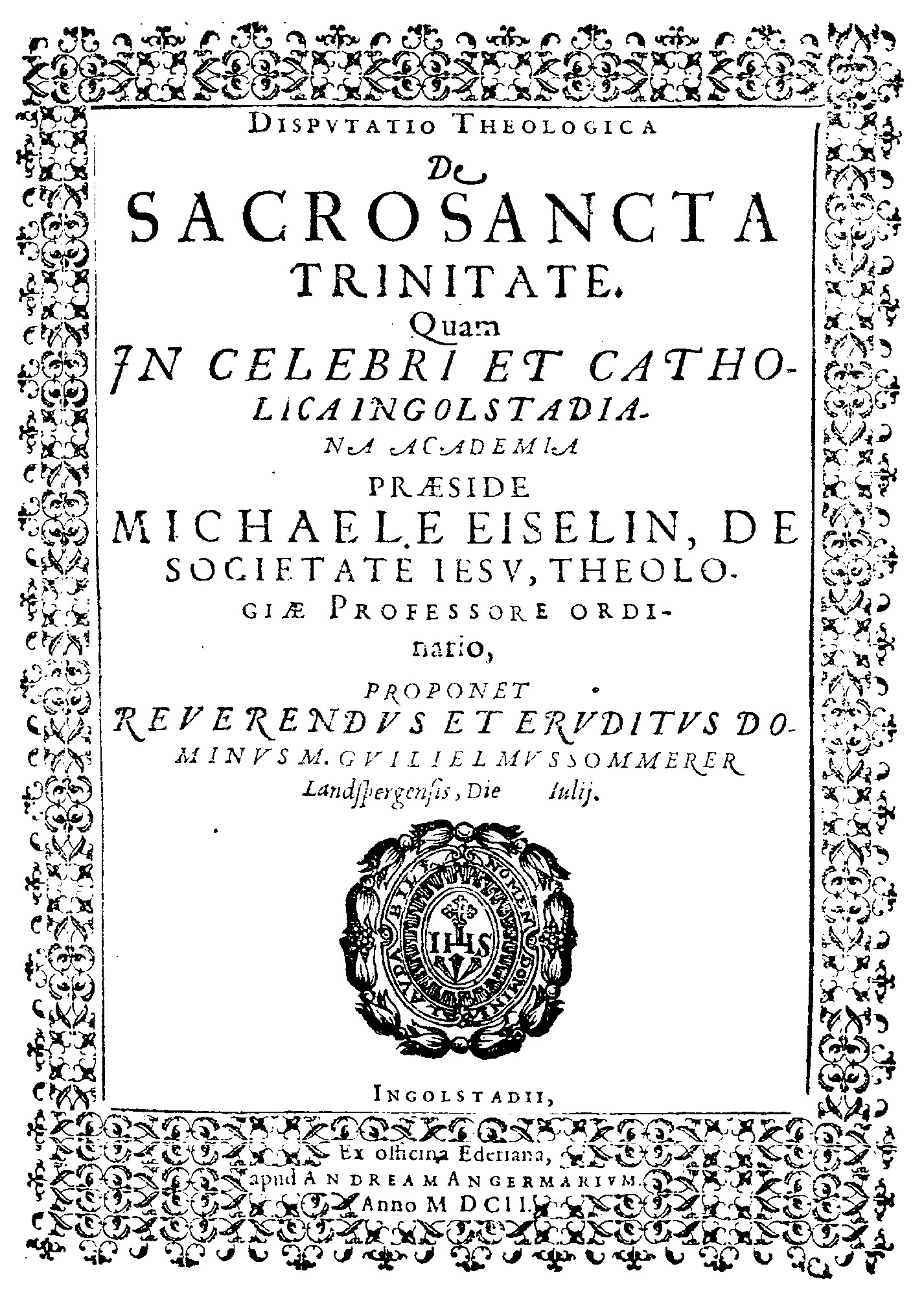
Theologische Disputation über die Dreifaltigkeit 1602

Michael Eiselin, auch Eisele (* 1558 in Schwäbisch Gmünd; † 16. Dezember 1613 in Bermatingen), war ein Jesuit und Professor in Ingolstadt und Dillingen.

## Leben
Eiselin erhielt seine akademische Ausbildung 1574–1584 am Collegium Germanicum in Rom. Am 4. Januar 1585 trat er in Rom dem Jesuitenorden bei.
Ab 1586 lehrte er an der Universität Ingolstadt, im Sommersemester 1588 war er Dekan der philosophischen Fakultät. Nach einem Zwischenspiel in Dillingen kehrte er 1590 nach Ingolstadt zurück, wo er 1591 Dekan der theologischen Fakultät war. Eiselin war Professor der scholastischen Theologie und der Kasuistik.
Von 1603 bis 1607 lehrte er in Dillingen ebenfalls scholastische Theologie. Lehrtätigkeiten in München (1611/1612) und Konstanz (1613) schlossen sich an. Eiselin starb auf einer Reise und wurde in Salem bestattet.
Sein theologisches und philosophisches Werk in Form von Disputationen wurde von Karl Prantl in seiner Ingolstadter Universitätsgeschichte als herausragend gewürdigt.